# Myint Swe
Myint Swe (tiếng Miến Điện: မြင့်ဆွေ; phát âm [mjɪ̰ɰ̃ sʰwè]; sinh ngày 24 tháng 6 năm 1951 - 7 tháng 8 năm 2025) là một chính khách người Miến Điện, hiện đang nắm vai trò Quyền Tổng thống Myanmar và đồng thời là Phó Tổng thống thứ 3 của nước này. Myint Swe từng có một thời gian giữ Quyền Tổng thống Myanmar sau khi Tổng thống Htin Kyaw từ chức vào ngày 21 tháng 3 năm 2018. Từ ngày 30 tháng 3 năm 2011, ông đảm nhận chức thủ hiến khu vực Yangon trước khi tuyên thệ nhậm chức Phó Tổng thống vào ngày đến ngày 30 tháng 3 năm 2016. Là một cựu quân nhân, Myint Swe giữ quân hàm Trung tướng trong Quân đội Myanmar.
Quân đội Myanmar sau khi tiến hành đảo chính vào ngày 1 tháng 2 năm 2021 đã bổ nhiệm Myint Swe làm tổng thống lâm thời. Quyền lực nhà nước hiện được giao cho Tổng tư lệnh Min Min Aung Hlaing.